# Gerard Sutton
Gerard Sutton est un arbitre de rugby à XIII australien. Il est l'un des meilleurs arbitres des années 2010. Il officie depuis 2009 dans la National Rugby League en ayant plus de deux cents matchs à son actif. Il a également officié lors du Tournoi des Quatre Nations (2014 et 2016) ainsi qu'au State of Origin (de 2014 à 2017) et City vs Country Origin (2012 et 2014). Enfin, il est l'arbitre de la finale de la Coupe du monde 2017.

## Biographie
Ses frères, Bernard et Chris, sont également arbitres officiels de rugby à XIII.

## Palmarès
- Arbitre de la Coupe du monde : 2017 (dont la finale)[2],[3].
- Arbitre du Tournoi des Quatre Nations : 2014 et 2016[4].
- Arbitre du World Club Challenge : 2014.
- Arbitre du State of Origin : 2014, 2015, 2016 et 2017[4].
- Arbitre du City vs Country Origin : 2012 et 2014.
- Arbitre de la finale de la National Rugby League : 2014, 2015, 2016, 2017 et 2019 et 2020.